# 미타 히로타카
미타 히로타카(일본어: 三田 啓貴, 1990년 9월 14일 ~ )는 일본의 축구 선수이다.

## 구단 경력
그는 2012년부터 2024년까지 J리그의 FC 도쿄, 베갈타 센다이, 비셀 고베, 요코하마 FC에서 활동하였다.